# Chionophila jamesii
Chionophila jamesii är en grobladsväxtart som beskrevs av George Bentham. Chionophila jamesii ingår i släktet Chionophila och familjen grobladsväxter. Inga underarter finns listade i Catalogue of Life.